# Петропулакис, Леонидас
Леонидас Петропулакис  (греч.  Λεωνίδας Πετροπουλάκης  1829 — 14 февраля 1887) — греческий офицер и политик второй половины XIX века, известен своей преданностью низложенному королю Оттону.
Позже стал одним из самых известных военачальников Критского восстания 1866—1869 годов а затем, командуя полком, прославился в военном инциденте на греко-турецкой границе в 1886 году.

## Биография
Леонидас Петропулакис родился в селе Рахи лаконийской Мани в конце Освободительной войны Греции (1821—1829). Сын участника Освободительной войны Димитриоса Петропулакиса (1800—1870), военачальника-маниата, впоследствии офицера, сенатора и депутата парламента.
Последовал военной карьере.
В период Крымской войны (1854), будучи младшим лейтенантом греческой армии, вместе с отцом и другими членами клана Петропулакисов, принял участие в негласных военных действиях против турок, на территории османской (тогда) Фессалии.
В 1858 году был избран депутатом парламента. В 1860 году, командуя королевским военным соединением подавил антимонархистское выступление молодёжи города Нафплион.
После антимонархической революции 1862 года и низложения короля Оттона, Л. Петропулакис отказался признать Временное правительство.
Вместе с тысячей вооружённых родственников и земляков, он держал оборону в своём родном селе, заявляя о своей верности низложенному монарху.
Однако несмотря на его акт неповиновения и мятежа, вскоре он был амнистирован новым монархом, королём Георгом.
В 1865 году был вновь избран депутатом парламента. Вместе с отцом и сыном Георгием, добровольцем принял участие в Критском восстании 1866—1869 годов, возглавляя отряд добровольцев из Лаконии. Отличился в боях у Халепы и Пигадакиа.
После возвращения с Крита вернулся в состав армии и через несколько лет был назначен командиром 3-го пехотного полка, что по тем временам и малочисленности армии Греческого королевства было заметным назначением.
После Берлинского конгресса (1878) и несмотря на трёхлетние проволочки, Османская империя в 1881 году была вынуждена уступить Фессалию (за исключением епархии Эласоны) Греческому королевству:210.
3-й полк Л. Петропулакиса был переведен на новую северную границу королевства, расположившись у горы Мелуна, прикрывавшей долину (ещё) османской Элассоны.
Именно здесь, у заброшенного сегодня села Гридзовали, через 5 лет рутинной пограничной службы, полковник Л. Петропулакис отличился в военном инциденте мая 1886 года. Хотя вооружённые столкновения не имели больших масштабов, (греческая) Военная энциклопедия 30-х годов сочла нужным посвятить им и Л. Петропулакису несколько строк. Энциклопедия подчёркивает решительные наступательные действия 3-го полка полковника Л. Петропулакиса, в результате которых было остановлено турецкое наступление и нейтрализована угроза левому флангу греческих пограничных частей.
Полковник Л. Петропулакис умер в Афинах через год после этого инцидента, 14 февраля 1887 года.
На похоронах присутствовали премьер-министр, министры, депутаты парламента и тысячи афинян.